# Судовой отсек

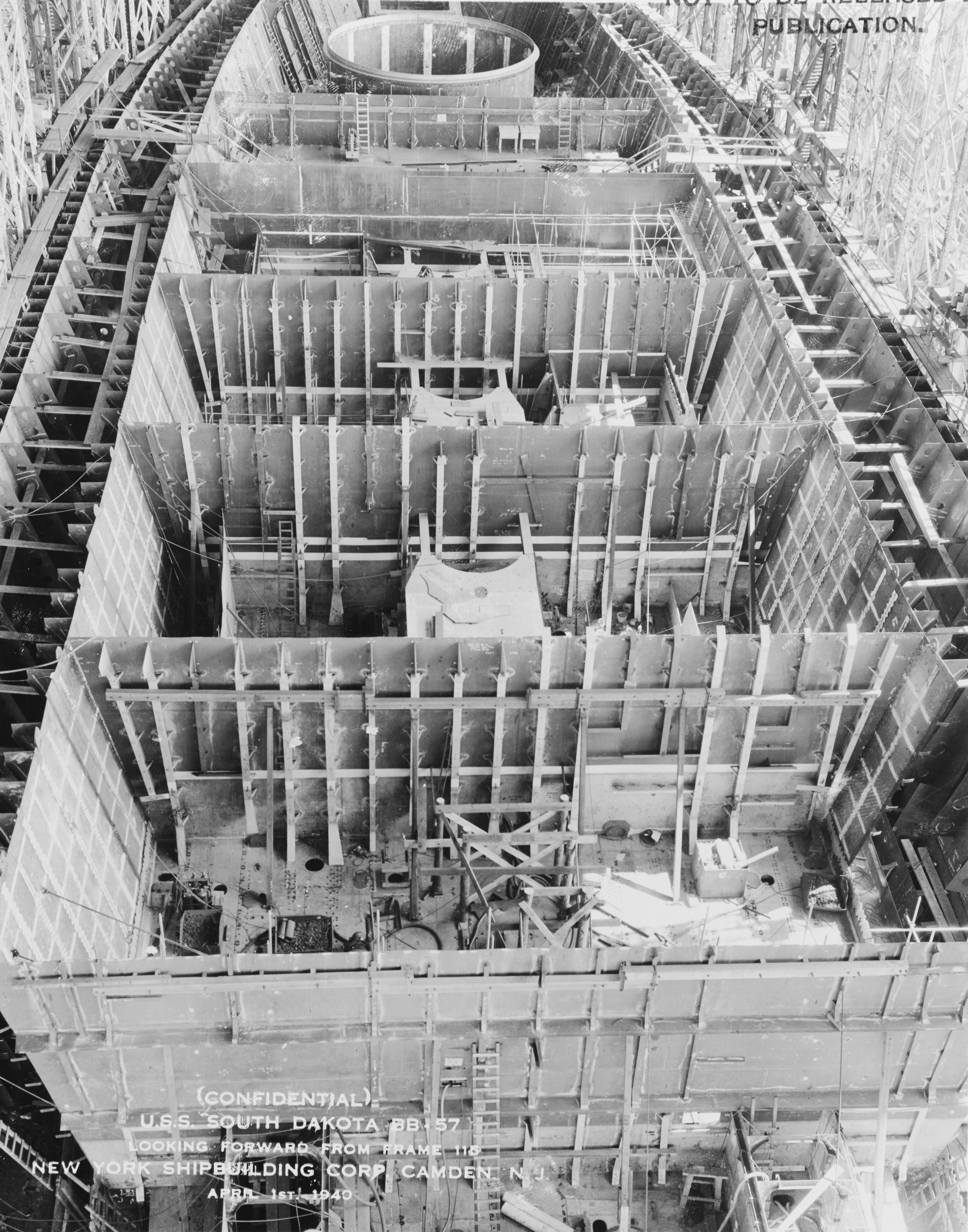
Судовые отсеки на строящемся судне USS South Dakota (BB-57)

Судово́й отсе́к — пространство в корпусе корабля, ограниченное по длине сплошными поперечными переборками, по ширине бортами или сплошными продольными переборками. В судостроении широко применяются водонепроницаемые отсеки, оборудованные специальными водонепроницаемыми дверями, которые должны ограничить затопление в случае повреждения корпуса и позволить судну сохранить плавучесть. В современном военном судостроении требуется сохранение плавучести корабля при затоплении любых трёх отсеков.